# Yuyusa
Yuyusa är en ort i Mexiko.   Den ligger i kommunen Villa Tejúpam de la Unión och delstaten Oaxaca, i den sydöstra delen av landet, 260 km sydost om huvudstaden Mexico City. Yuyusa ligger 2 096 meter över havet och antalet invånare är 346.
Terrängen runt Yuyusa är huvudsakligen kuperad. Yuyusa ligger nere i en dal. Runt Yuyusa är det glesbefolkat, med 12 invånare per kvadratkilometer. Närmaste större samhälle är Tamazulapam Villa del Progreso, 9,2 km väster om Yuyusa. Trakten runt Yuyusa består i huvudsak av gräsmarker.